# インド洋津波警報システム
インド洋津波警報システム（インドようつなみけいほうシステム、英: Indian Ocean Tsunami Warning System, IOTWS）は、インド洋沿岸諸国の住民に津波が近づいていることを知らせる警報を提供するために構築された津波警報システムである。

## 背景
インド洋向けの警報システムは2004年のスマトラ島沖地震とそれに伴うインド洋大津波で約23万人の死者・行方不明者が出たことが契機となった。もしもハワイに拠点を置く太平洋津波警報センターが太平洋で運用しているような確立した効果的な警報システムがインド洋でも整備されていたならば、津波による被害は軽減されていただろうと多くの分析家は主張している。
一部地域の人々が、もしも大災害が差し迫っていることを知っていたならば、身の安全を図るために十分な時間を取れたはずである。津波の衝撃を効果的に軽減するための唯一の方法は、早期警報システムを通すことである。防潮堤のようなその他の手法は押し寄せる津波の何パーセントかに対してしか有効ではないが、警報システムは海岸線から最短距離の外側で発生するすべての津波に対して有効である。

## 設営
インド洋津波警報システムは2005年1月に日本の神戸市で開かれた国際連合の会議で国際早期警戒プログラムに向けての初期段階として合意された。カナダ・オタワの Nanometrics およびインドの RESULTS Marine Private Limited の2社が、地震発生を報じる警告を2分以内に自動的にSMSと電子メールを通じて科学者らに提供する2つの中央記録局 (Central Recording Station) とともに、17つの地震観測用VSAT (Seismic VSAT) 局を提供し、無事に設置した。
このシステムはUNESCO（ユネスコ）の指導を受けて2006年6月後半に試験稼働し始めた。6つのDART（Deep-ocean Assessment and Reporting of Tsunami; 深海での津波の評価と報告）ブイに加えて、25の地震計観測拠点が26の国家津波情報センターへと情報を伝達する仕組みである。しかし、UNESCOはシステムを効果的に働かせるには津波情報センターから危険が迫っている市民へ情報を伝達する方法と各国政府との間で更なる調整が求められると警告した。
試験運用中は暫定的な支援措置として、センサーが感知したデータは、ハワイにある米国の太平洋津波警報センターおよび日本の気象庁で処理され、津波の脅威に晒されている諸国および一般公衆に対して利用可能な形で警報が発令されていた。各国政府は市民に対し、SMSメッセージ、ラジオおよびテレビ放送、専用のサイレンおよびモスクのスピーカー、拡声器付き警察車両など、様々な手段を通じて警告を発する。
2011年10月12日にこのシステムは正式運用を開始し、オーストラリア気象局 (BOM) 、インド国立海洋情報センター (INCOIS) 、インドネシア気象気候地球物理庁 (BMKG) が情報発表を担当することとなった。インド洋の津波警報システムは単一の国際津波監視センターに依らず、上記の3か国の機関がそれぞれ沿岸諸国へ警報を発令する仕組みになっている。

## 実際の緊急時の成果
2006年のジャワ島南西沖地震とそれに伴う津波が発生した時点では、このシステムはまだ稼働していなかった。このときインドネシア政府は警報センターから津波警報を受け取ったが、その警報を市民まで伝達するシステムを有していなかった。少なくとも2万3000人が津波を恐れたか自宅が破壊されたかして地震発生後に沿岸部から避難した。7.39 m (24.2 ft)の高さの津波により、およそ700人が死亡し、9,000人が負傷する結果となった。
マグニチュード8.4の2012年4月のスマトラ島沖地震では、このシステムは8分以内にインドのアンダマン・ニコバル諸島に警告を発した。アチェ州の津波警報のサイレンの一部は震源に近くて電力系統に不具合が生じたため20分ほど遅延し、バンダ・アチェでは避難経路が交通渋滞で混雑した。
インド洋を囲む28か国のうち、オーストラリア、インドネシア、インドの3か国は、率先してこの地域の津波警報を担っている。